# Erhard Stollberg
Erhard Stollberg (* 7. April 1943 in Zwintschöna) ist ein deutscher Politiker (CDU). Er war von 1990 bis 1994 Mitglied im Landtag Sachsen-Anhalt.

## Ausbildung und Leben
Erhard Stollberg schloss die Oberschule mit dem Abitur ab und erlernte den Beruf des Werkzeugmachers. Anschließend studierte er und schloss das Studium mit dem Abschluss als "Ingenieur für Hüttenmechanik" ab. Beruflich arbeitete er als Werkzeugmacher, Hauptmechaniker und technischer Leiter. Weiterhin war er im Amt für Preise tätig, Ressortchef Finanzen beim Rat des Bezirkes/der Bezirksverwaltungsbehörde Halle.
Erhard Stollberg, der evangelischer Konfession ist, ist verheiratet und hat zwei Kinder.

## Politik
Erhard Stollberg war seit 1974 Mitglied der CDU der DDR und Vorsitzender des Kreisverbandes Saalekreis. 1981 bis 1990 war er Abgeordneter des Bezirkstages Halle. Während der Wende im November 1989 bis Juni 1990 wirkte er als Vorsitzender des parlamentarischen Untersuchungsausschusses des Bezirks Halle zur Untersuchung von Amtsmissbrauch und Korruption. Er wurde bei der ersten Landtagswahl in Sachsen-Anhalt 1990 im Landtagswahlkreis Saalkreis (WK 36) direkt in den Landtag gewählt. Im Landtag war er stellvertretender Vorsitzender der CDU-Fraktion. Am 29. April 1994 legte er sein Mandat nieder und Eveline Parnitzke rückte für ihn nach.